# Poul Hartling
Poul Hartling (1914-2000) va ser un diplomàtic i polític danès. Membre del Partit Liberal, va servir com primer ministre del seu país entre 1973 i 1975.
Hartling va ser ministre de Relacions Externes de Dinamarca de 1968 fins al 1971 durant el govern de Hilmar Baunsgaard. El 1973 Hartling es va tornar primer ministre quan el Partit Socialdemòcrata de Anker Jørgensen no va aconseguir formar un govern després de l'elecció al parlament el 1973. Hartling va ser primer ministre del 18 de desembre de 1973 fins al 13 de febrer de 1975, quan Anker Jørgensen i els socialdemòcrates van arribar una altra vegada al poder.
Hartling llavors va deixar la política danesa per treballar en l'ONU. Ell va ser Alt Comissari de les Nacions Unides per als Refugiats de 1978 fins al 1985. En 1981 Hartling va acceptar el Premi Nobel de la Pau com a cap de l'ACNUR.